# Casa del Correo Viejo
La Casa del Correo Viejo es una casa señorial de origen gótico del siglo XVI situada en el casco antiguo de la ciudad española de Pontevedra.

## Ubicación
La casa se encuentra en la plaza de Celso García de la Riega, en el extremo norte del centro histórico de Pontevedra, muy cerca del puente del Burgo en una de las entradas principales a la ciudad medieval. Una de sus fachadas laterales da a la calle Real y al camino portugués de peregrinación a Santiago y a la antigua vía romana XIX y la otra fachada a la calle San Nicolás.

## Historia
Se trata de una de las construcciones civiles más antiguas de la ciudad. Esta casa noble fue construida en el siglo XVI, por encargo de dos familias vascas originarias  de la provincia de Álava, los Ibaizábal y los Murga,  que se asentaron en la ciudad de Pontevedra y establecieron en ella su residencia. Los Murga, que se extendieron por otros puntos de la península, llegaron a Pontevedra emparentados con los Ibaizábal. La casa fue objeto de modificaciones posteriores.
La casa debe su nombre a la función de Casa del Correo a la que se dedicaba su planta baja, con una estafeta de correos ya en 1707. Desde ella se distribuía el correo en la ciudad, ya que fue empleada como casa de postas en el siglo XVIII por su excelente situación muy cercana al puente del Burgo y al lado del Camino de Santiago portugués. A la casa estuvo vinculado el padre de Fray Martín Sarmiento que fue Correo Mayor del Reino en Pontevedra. En 1856, según un plano del cartógrafo y militar Francisco Coello de Portugal y Quesada, era denominada Casa de Correos.

## Descripción
Es una casa de origen gótico tardío del siglo XVI que dispone de una planta baja y tres pisos. En su fachada principal destaca un alfiz típico del siglo XVI, que recorre la fachada que da a la plaza de Celso García de lana Riega y bordea la parte superior de un escudo de armas de grandes dimensiones con las armas de las familias Ibaizábal (en las que aparece un árbol), Villegas (con una cruz y ocho calderas), Aldao (con cinco flores de lis) y Salazar (representadas por trece estrellas). El escudo está timbrado con un casco con su penacho y adornado de lambrequines, así como una cabeza de ángel debajo de la punta del escudo.
La casa conserva intacta la entrada de acceso principal, coronada por un arco carpanel que presenta tres centros y un pequeño escudo en la clave del arco. Los vanos de los dos primeros pisos de la casa corresponden a puertas con balcones y el tercero a un balcón corrido a lo largo de la fachada.
En la fachada lateral izquierda que da a la calle Real, hay otro pequeño escudo cuadrado con las armas de los Murga, que eran nativos del municipio de Ayala y parientes de los Ibaizábal.

## Galería de imágenes

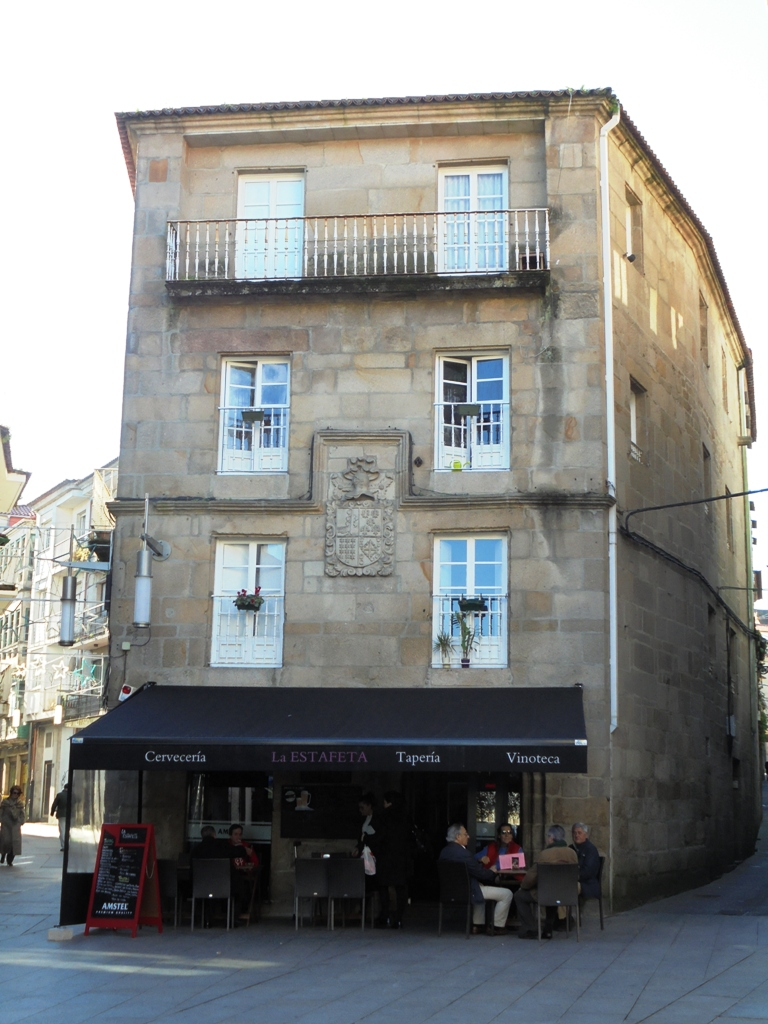
Fachada principal
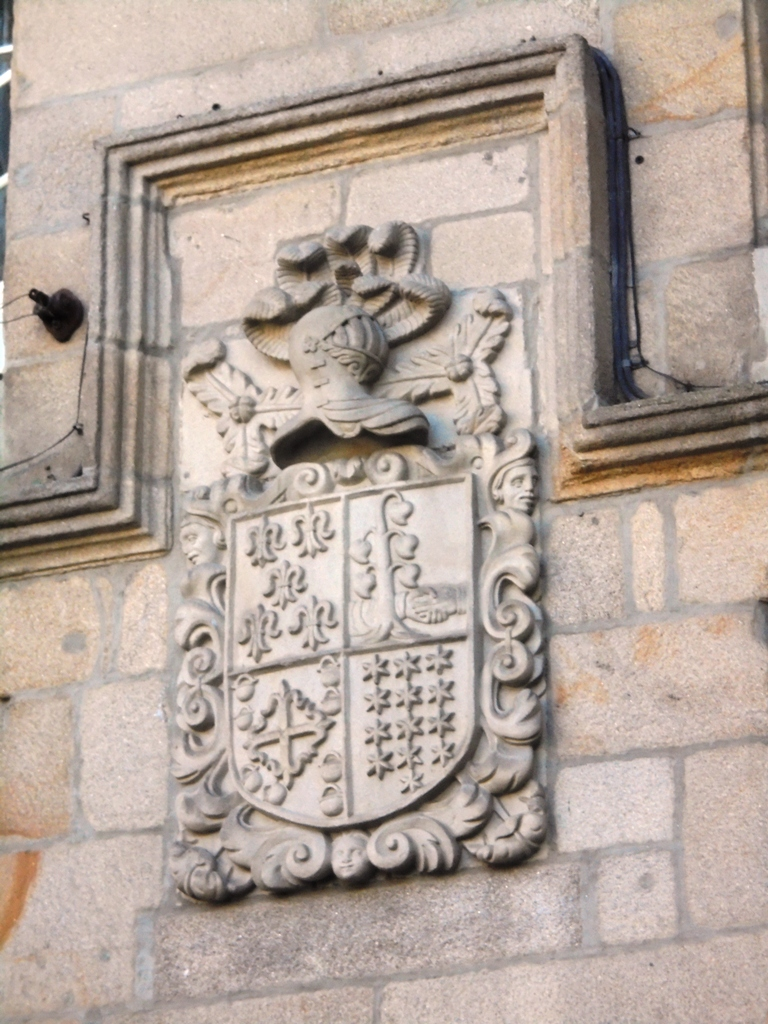
Escudo de armas de la fachada principal
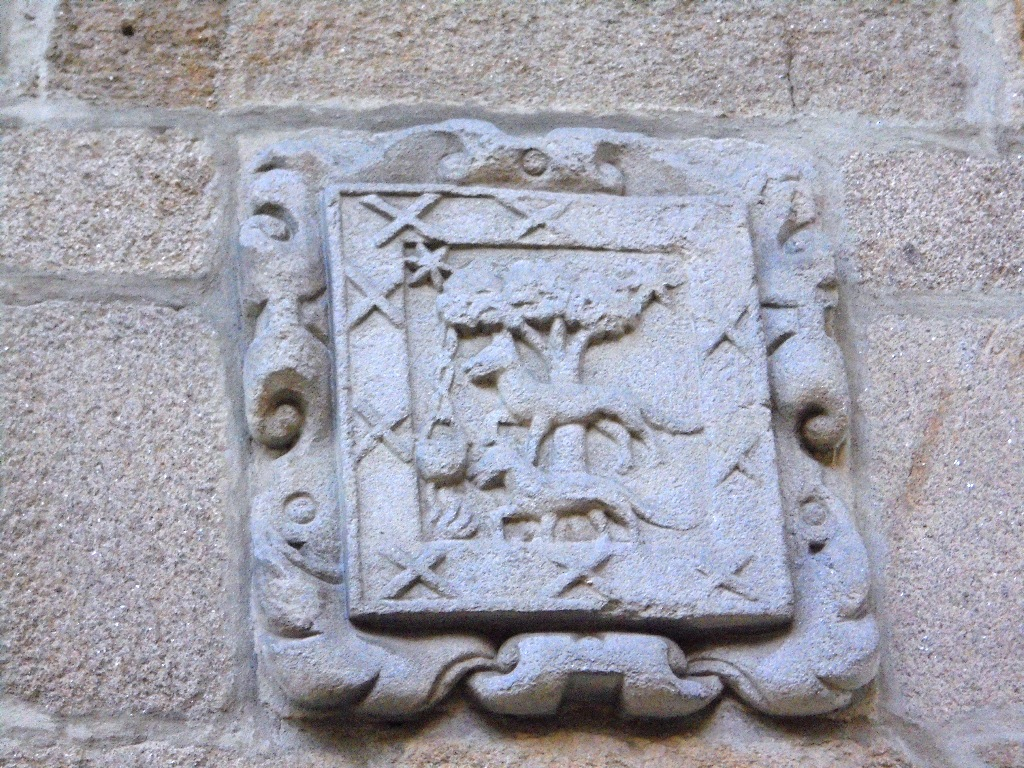
Escudo de armas de la fachada de la calle Real
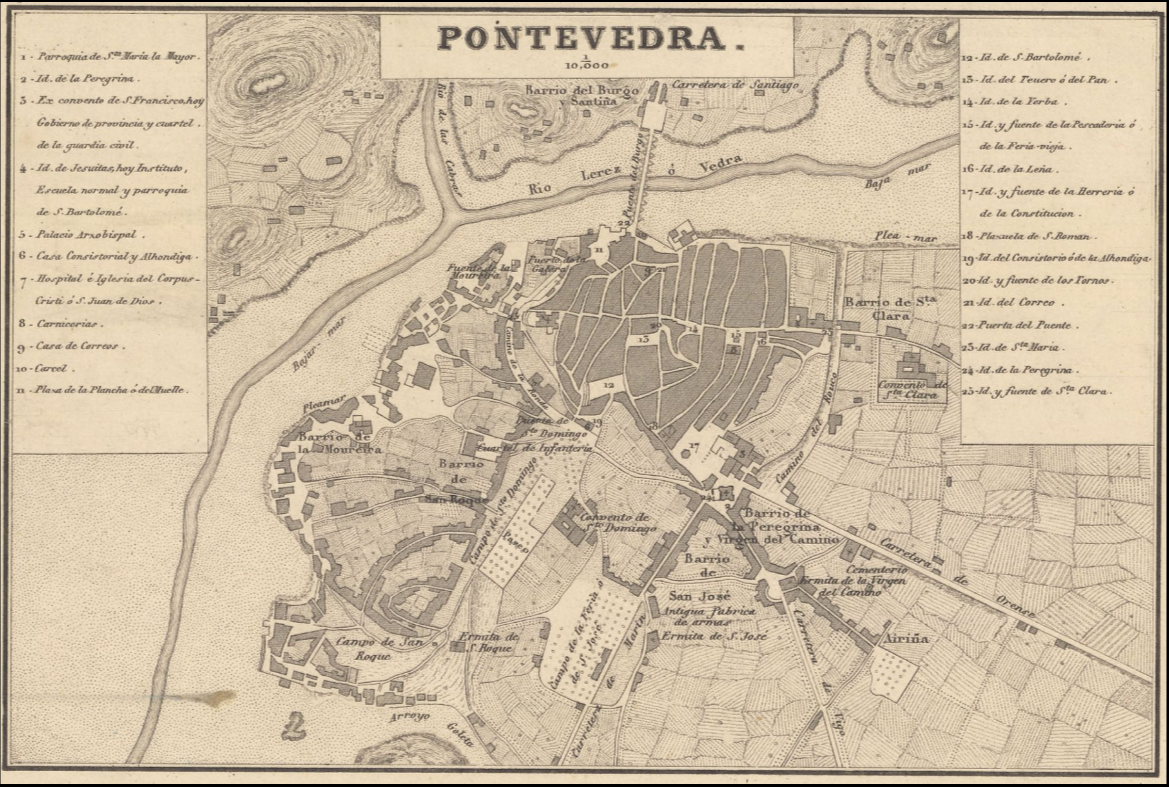
Casa de Correos en el número 9 en el plano de 1856 de Francisco Coello
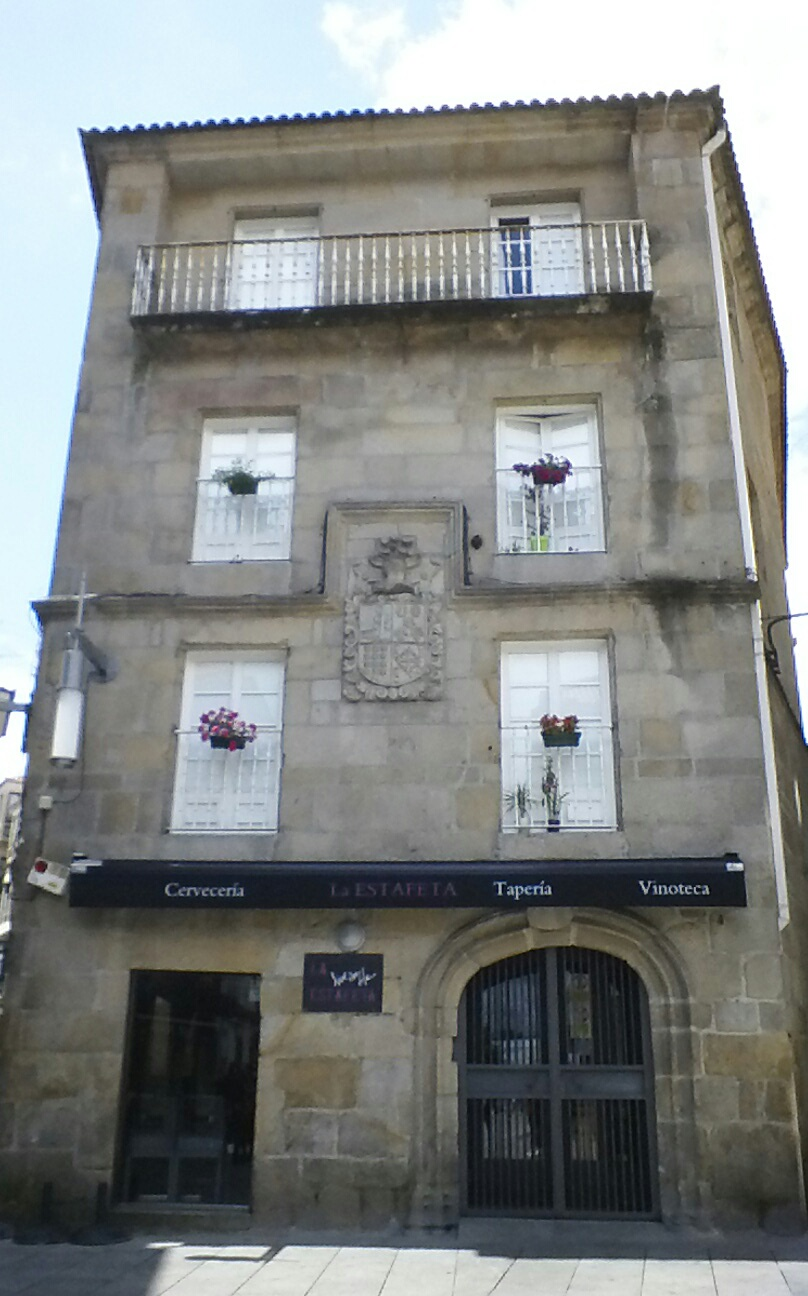
Casa del Correo Viejo en 2014